# Dameron (Rebsorte)
Die Rotweinsorte Dameron ist eine Sorte der französischen Départements Haute-Marne, Aube, Vosges und des Weinbaugebietes Jura. Die Sorte hat heute keine Bedeutung.

## Abstammung, Herkunft
Ist eine natürliche Kreuzung von Pinot × Gouais Blanc
Aufgrund genetischer Untersuchungen von 352 Rebsorten im Jahr 1998 stellte sich heraus, dass die Sorten Aligoté, Aubin Vert, Auxerrois, Bachet Noir, Beaunoir, Chardonnay, Franc Noir de la Haute Saône, Gamay Blanc Gloriod, Gamay, Knipperlé, Melon de Bourgogne, Peurion, Romorantin, Roublot und Sacy  ähnlich wie auch der Dameron alle aus spontanen Kreuzungen zwischen Pinot und Gouais Blanc entstanden. Da die genetischen Unterschiede zwischen Pinot Blanc, Pinot Gris und Pinot Noir äußerst gering sind, liegt eine genaue Spezifizierung des Pinot-Typs noch nicht vor.

## Eigenschaften
Die Sorte ist nahezu ganz verschwunden, da sie sehr anfällig gegen den Echten Mehltau, den Falschen Mehltau und die Rohfäule ist. Sie erbringt daher nur sehr schwankende Erträge. Die ertragsstarke frühreifende Sorte erbringt gute Rotweine, die qualitativ zwischen einem Gamay-Wein und einem Pinot-Noir-Wein anzusiedeln sind.

## Synonyme
Synonyms 16: Dameret Noir, Durbec, Foirard Noir, Gros Bec, Luisant Noir, Noir De Lorraine, Noir Facan, Noirgot, Pinot Rouge, Simoro, Simorot, Valais Noir, Valdenois, Verdun, Verdunais, Vert Noir.